# Ronan van Zandbeek
Ronan van Zandbeek, né le 27 septembre 1988 à Bois-le-Duc, est un coureur cycliste néerlandais.

## Biographie
En catégorie junior en 2006, Ronan van Zandbeek remporte une étape des Trois Jours d'Axel et du Tour de Lorraine juniors. Il est également troisième du championnat d'Europe sur route et du championnat des Pays-Bas contre-la-montre.
En 2007, il intègre l'équipe continentale Van Vliet-EBH Elshof. Troisième du championnat des Pays-Bas contre-la-montre espoirs en 2007, il remporte le titre l'année suivante. En 2009, il se classe neuvième du Tour des Flandres espoirs et de Paris-Roubaix espoirs. En 2010, il gagne le Tour de Normandie. Il participe aux championnats du monde sur route où il se classe 71e de la course en ligne.
En 2011, il est recruté par l'équipe continentale professionnelle Skil-Shimano. En 2012, il remporte le Championnat des Flandres.

## Palmarès sur route

### Par années
- 2006
  - 2e étape des Trois Jours d'Axel (contre-la-montre)
  - 5e étape du Tour de Lorraine juniors
  - 3e des Trois Jours d'Axel
  - 3e du championnat des Pays-Bas du contre-la-montre juniors
  -  Médaillé de bronze du championnat d'Europe sur route juniors
- 2007
  - 3e championnat des Pays-Bas contre-la-montre espoirs
- 2008
  -  Champion des Pays-Bas sur route espoirs
- 2009
  - Ronde van Haarlemmerliede en Spaarnwoude
  - 2e de la Witte Kruis Classic
- 2010
  - Classement général du Tour de Normandie
- 2012
  - Championnat des Flandres
- 2013
  - Prologue du Tour du Portugal (contre-la-montre par équipes)
- 2014
  - KOGA Slag om Norg
- 2016
  - 2e du championnat des Pays-Bas du contre-la-montre élites sans contrat
- 2018
  -  Champion des Pays-Bas du contre-la-montre élites sans contrat[3]

### Classements mondiaux
| Année           | 2007   | 2008 | 2009 | 2010 | 2011 | 2012 | 2013 | 2014 | 2015 |
| --------------- | ------ | ---- | ---- | ---- | ---- | ---- | ---- | ---- | ---- |
| UCI Europe Tour | 1 351e | 760e | 892e | 222e | 547e | 184e | 724e | 973e | 562e |

## Palmarès en VTT
- 2015
  -  Champion des Pays-Bas de cross-country marathon
- 2016
  -  Médaillé d'argent du championnat d'Europe de beachrace
- 2017
  -  Champion des Pays-Bas de beachrace
  -  Médaillé de bronze du championnat d'Europe de beachrace